# Helicops (genre)
Genre
Helicops est un genre de serpents de la famille des Dipsadidae.

## Répartition
Les espèces de ce genre se rencontrent en Amérique du Sud.

## Liste des espèces
Selon The Reptile Database (28 décembre 2022) :
- Helicops acangussu Moraes-da-Silva et al., 2022[3]
- Helicops angulatus (Linnaeus, 1758)
- Helicops apiaka Kawashita-Ribeiro et al., 2013
- Helicops boitata Moraes-da-silva et al., 2019[4]
- Helicops carinicaudus (Wied-Neuwied, 1825)
- Helicops danieli Amaral, 1938
- Helicops gomesi Amaral, 1921
- Helicops hagmanni Roux, 1910
- Helicops infrataeniatus Jan, 1865
- Helicops leopardinus (Schlegel, 1837)
- Helicops modestus Günther, 1861
- Helicops nentur Costa et al., 2016[5]
- Helicops pastazae Shreve, 1934
- Helicops petersi Rossman, 1976
- Helicops phantasma Moraes-da-Silva et al., 2021[6]
- Helicops polylepis Günther, 1861
- Helicops scalaris Jan, 1865
- Helicops tapajonicus Da Frota, 2005
- Helicops trivittatus (Gray, 1849)
- Helicops yacu Rossman & Dixon, 1975

## Publication originale
- Wagler, 1828 : Descriptiones et Icones Amphibiorum. Part I, Plates I-XIII, Stuttgartiae, Tubingae, Monachii, J.G. Cottae.